# Last Dance (Rhys-låt)
Last Dance är en låt framförd av den svenska sångerskan Rhys, skriven av Jörgen Elofsson.
Låten släpptes 17 februari 2017 och den har sålt platina  och peakat på plats 22 på radiotopplistan, samt plats 51 på Sverigetopplistan.
Rhys uppträdde sommaren 2017 live med låten på Sommarkrysset och Lotta på Liseberg.